# 곤고급 코르벳
곤고형 코르벳(일본어: 金剛型コルベット, 영어: Kongō-class ironclad corvettes)은 일본 해군의 장갑 코르벳함급으로 동형함은 2척이 제작되었다. 일본 해군 최초로 새로 건조한 순양함으로, 현측 장갑을 가진 장갑함이기도 하다. 또한 두 함은 에루투루루 호 조난 사건의 생존자를 터키까지 데려다 주었다.

## 개요
1872년 메이지 5년 당시 일본 해군이 소유 함선은 에도 막부와 각 번에서 점령한 군함 14척, 수송선 3척 밖에 없었고, 연습선으로 많이 사용된 경계 활동에 사용할 수 있었던 ‘니신’ 1척 정도였다. 그래서 1875년 일본 해군은 해군성 설치 후 최초로 해외 주문으로 영국에서 3척의 장갑함을 주문했다. 그것이 ‘장갑함 후소’와 곤고형 장갑코르벳 2척이었다.
‘곤고’는 1878년 1월에 영국 얼 조선소에서 준공을 했고, ‘히에이’도 같은 해 2월에 영국 밀퍼드 헤이븐 사에서 준공을 하고 5월에 일본에 인도되었다. 일본에 인도 후 경계 활동 임무를 맡았지만, 1889년에서 1902년까지 사관학교 생도의 원양 항해를 수행했다. 또한 1890년부터 다음 해에 걸쳐 에루투루루 호 조난 사건의 생존자를 터키까지 귀환시키기 위해 원양 항해를 실시했다.
두 함 모두 청일 전쟁에 종군했으며, 여순 공략전 등에 투입되었다. 1898년에 해방함으로 등급이 재분류되었으며, 1905년 러일 전쟁에 참전하여, 여순항 경계 임무를 맡았다.
이후 측량 임무에 투입되었고, 1909년 곤고가, 1911년에 히에이가 각각 퇴역한 후 해체되었다.

## 무장
곤고형 코르벳의 설계는 영국 해군의 조선 국장(재임 1867년 - 1870년)을 역임했던 ‘현대 해군의 아버지’라고 일컫는 에드워드 제임스 리드가 맡았다. 철골 구조에, 나무 선체로 버크식 항해용 돛 3개와 1개의 굴뚝을 가지고, 현측 부분에 연철로 만든 현측 장갑 137mm 장갑을 붙여 방어하고 있었다. 함체 내부에는 장기 항해를 상정하고 석탄을 배수량의 약 1/7에 해당하는 330 ~ 340 톤도 탑재할 수 있었다.
곤고형 코르벳의 선체는 영국에서 건조되었지만, 병기는 독일제 크루프식 후장전포를 채용했다. 주포로 크루프 17cm (24.3구경)을 단장포가에서 함수 사령탑에 병렬 배치로 2기, 함미 갑판 위에 1기를 하여 총 3기를 배치했다. 현측의 포문 부분에는 부포 크루프 15cm(25.4구경) 후장전형 선조포를 편현에 3기씩 총 6기를 배치했다. 그 밖에 대함 공격용으로 35.6cm 수상 어뢰발사관 단장 1문을 장착하는 등 당시로서는 최첨단 무장을 한 함이었다.
준공 후 근접 무기로 함상에 영국 암스트롱 사의 ‘암스트롱 7.6cm 후장전형 플포’를 2기, 프랑스 오치키스 사의 오치키스 3.7cm 속사포를 단장포가에 4기, 노르덴펠트 사의 노르덴펠트식 25mm 4 연장기포를 4기와 노르덴펠트식 11mm 5연장 기관포 2기를 장착했다.

## 동급함
- 곤고 (코르벳)
- 히에이 (코르벳)